# Torre del Botxí
De Torre del Botxí (in het Nederlands Beulshuis) is een middeleeuwse woning in de gemeente Cardona (Bages), in de vallei van de Cardener ten noorden van Barcelona in Catalonië.
Hij bevindt zich aan de noordzijde van het stadje, niet ver van de stadspoort portal de Graells buiten de muren. Het was de woning van de beul, die, wegens zijn geringe populariteit buiten de stadsmuren moest leven.
Het gebouw dateert uit de twaalfde eeuw. Het heeft een rechthoekig grondplan. Het werd op traditionele wijze gebouwd met vier dragende muren op een grondvesting van steen, met daarop twee verdiepingen in leem (plak en stak) en een zadeldak.
De toren behoorde aan de Hertogen van Cardona. Cardona is een van de laatste plaatsen die nog een eigen beul hadden. In augustus 1760 heeft de beul van Cardona samen met zijn broer, de beul van Barcelona, twee soldaten van het Zwitserse Regiment die in Tarragona gedeserteerd waren, geëxecuteerd. Ten teken van afschrikking werden hun hoofden en handen op palen bij een van de stadspoorten uitgestald. Aan de stadspoort Portal de Graells bevond zich tot in 1793 een ijzeren kooi waar de beul lichaamsdelen van geëxecuteerden mocht uitstallen.
In 2012 werd met de restauratie van het gebouw begonnen.

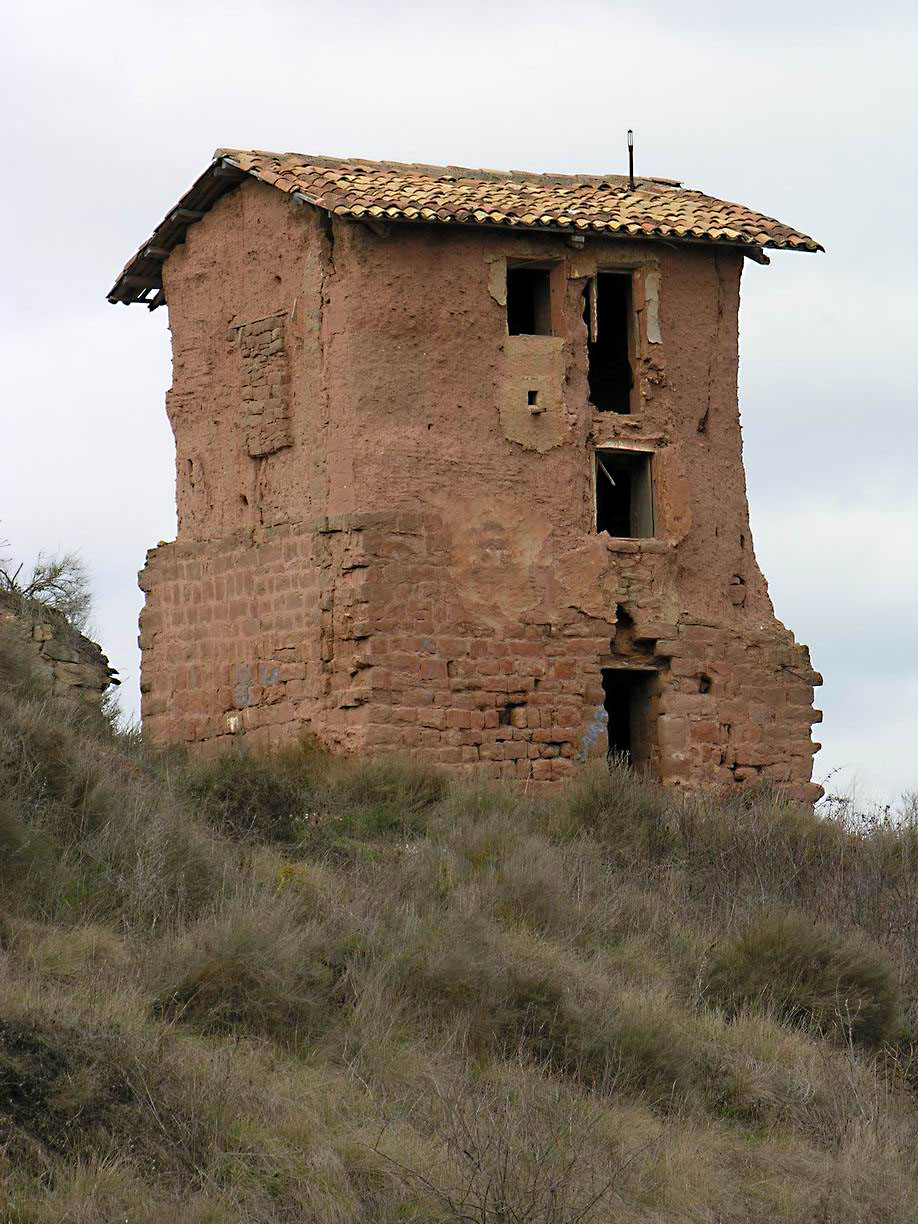
Voor de restauratie (in 2008)
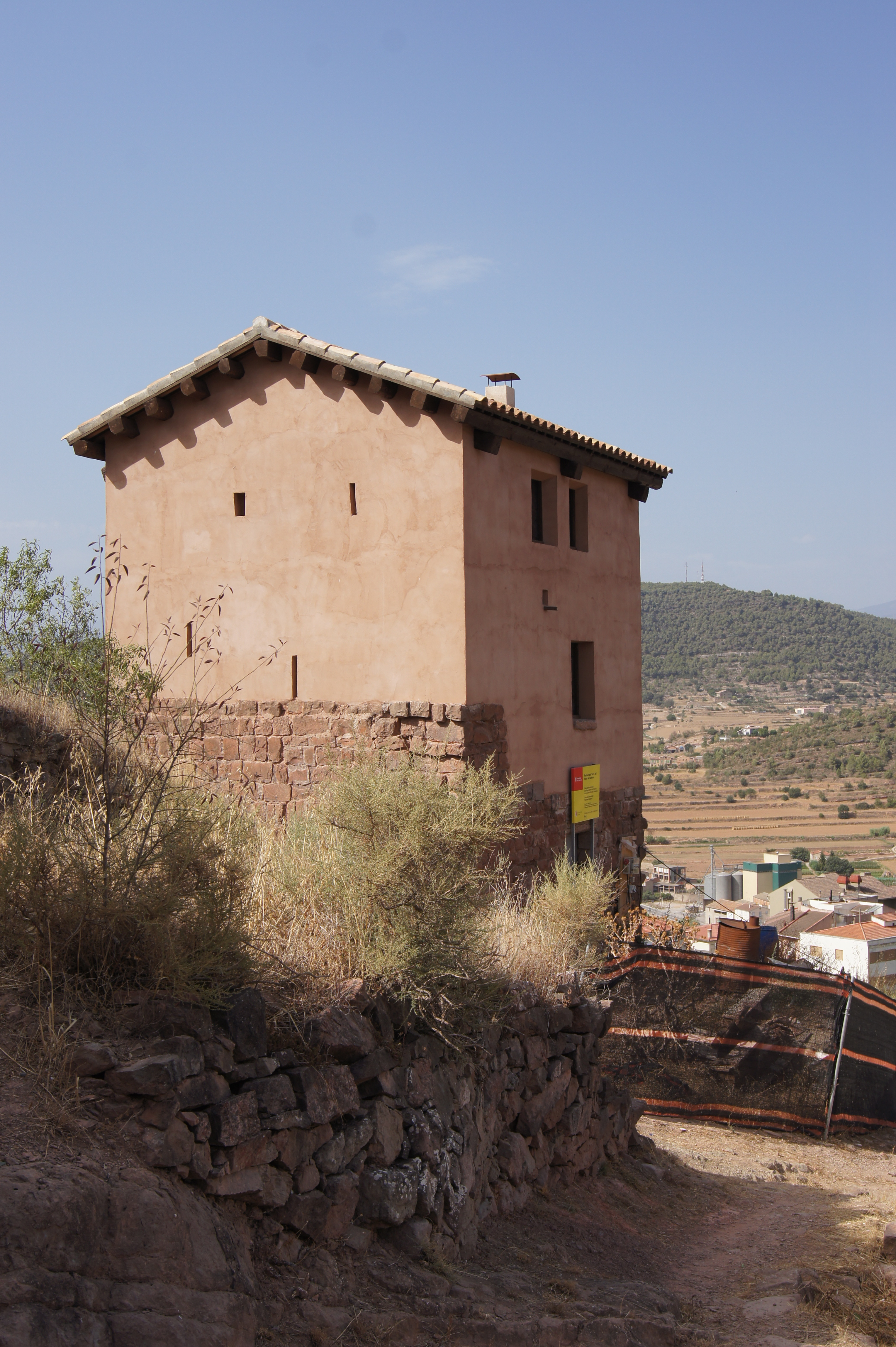
Oost en zuidgevel
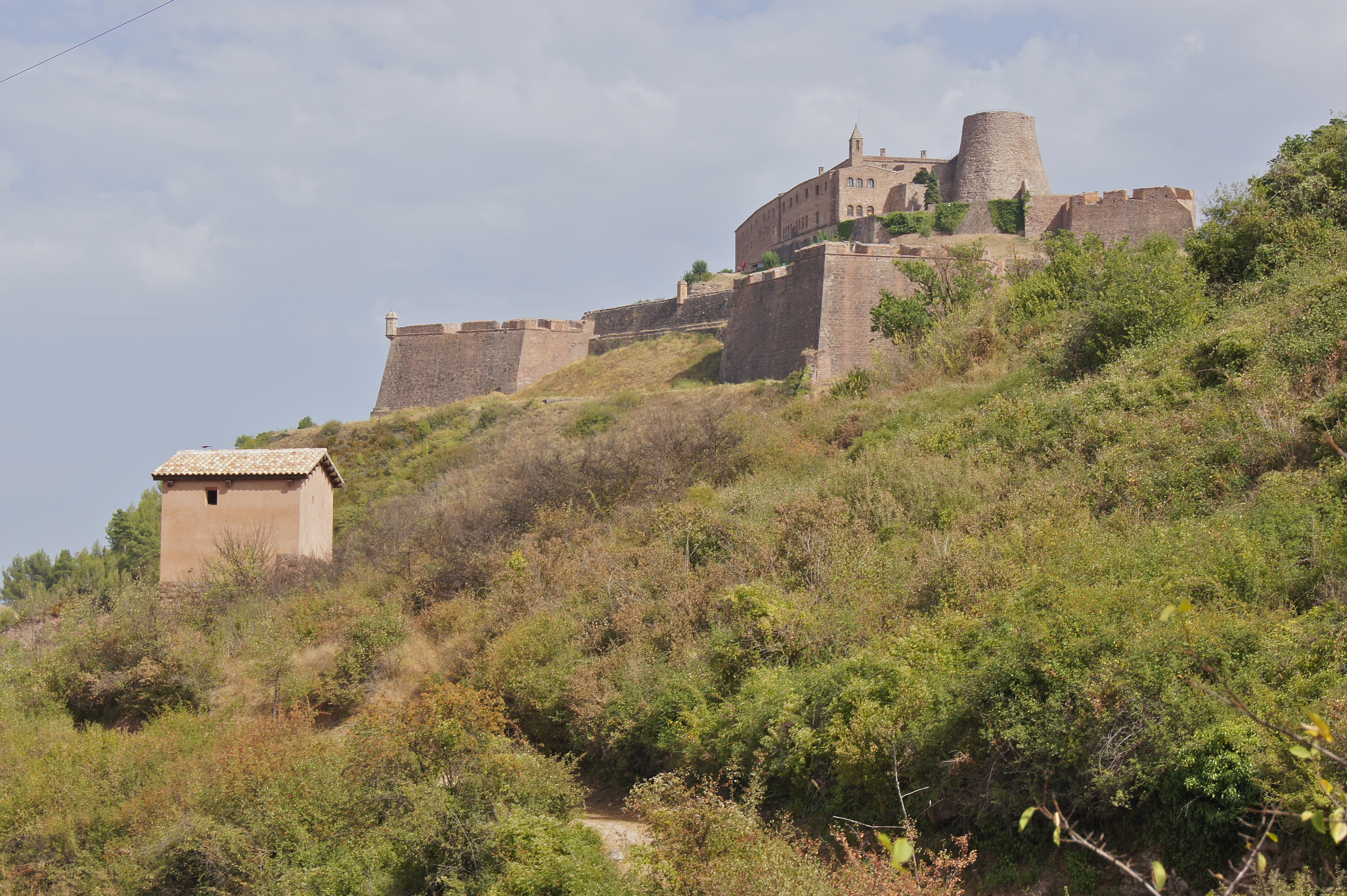
Westgevel
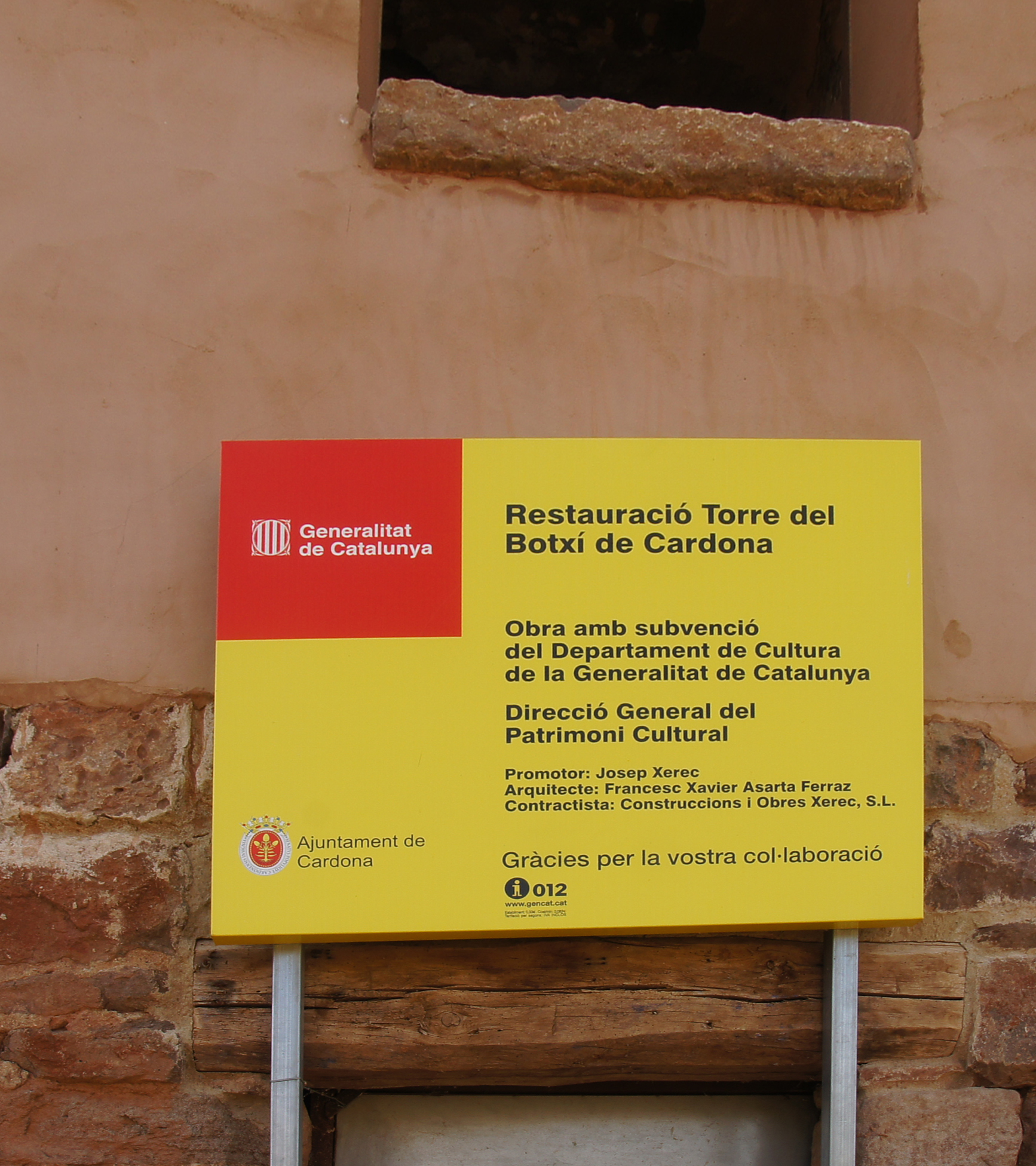
Informatiebord over de restauratie